# 壁虎 (1972年电影)
《壁虎》（英語：The Lizard）是1972年上映的一部香港電影，由楚原执导兼编剧，岳华等領銜主演。该电影主要讲述大盜“壁虎”的故事。

## 劇情簡介
民国时期，有一个警察因为看不起洋人，于是伪装成盗贼与洋人作对，并且民间称其为“壁虎”。
不过之后，一个女子还是知道了其身份，但是因为他的仗义，所以……

## 演员
- 罗烈
- 陈宝珠
- 岳华
- 沈殿霞
- 金军
- 金天柱
- 歐陽莎菲
- 宗华
- 午马
- 冯敬文
- 冯克安
- 袁祥仁
- 袁和平
- 袁信義
- 杨志卿
- 顾文宗
- 袁日初
- 西瓜刨
- 朱由高
- 錢似鶯
- 馬劍棠
- 王清河
- 黃侃
- 曾楚霖
- 李允武
- 于楓

## 備註
1. ↑  苏涛. . 北京大学出版社. 2014年.
2. ↑  张骏祥， 程季华. . 上海辞书出版社. 1995年.
3. ↑  . 香港電影資料館. 2003年.
4. ↑  馮應標. . 中华书局(香港)有限公司. 2017年.
5. ↑  楚原， 郭靜寧， 藍天雲. . 2006年.

## 相關連結
- 互联网电影数据库（IMDb）上《壁虎》的资料（英文）
- 豆瓣电影上《壁虎》的資料 （简体中文）
- 香港影庫上《壁虎》的資料（繁體中文）